# Берк, Кеннеди
Кеннеди Валентайн Берк (англ. Kennedy Valentine Burke; род. 14 февраля 1997 года, Бербанк, Калифорния, США) — американская профессиональная баскетболистка панамского происхождения, выступающая в женской национальной баскетбольной ассоциации за клуб «Нью-Йорк Либерти». Была выбрана на драфте ВНБА 2019 года во втором раунде под общим двадцать вторым номером клубом «Даллас Уингз». Играет на позиции атакующего защитника.

## Ранние годы
Кеннеди Берк родилась 14 февраля 1997 года в городе Бербанк (штат Калифорния) в семье Рохелио и Дженис Берк, у неё есть старшая сестра, Коди, училась в соседнем городе Лос-Анджелес в средней школе Сьерра-Каньон, в которой выступала за местную баскетбольную команду.